# Médaille d'honneur de l'aéronautique
Ne doit pas être confondu avec Médaille de l'Aéronautique.
La médaille d'honneur de l'aéronautique est une médaille française créée par décret du 12 janvier 1921.

## Attribution
Elle récompense, compte tenu de leur qualité et de leur durée, les services rendus dans leur emploi par les personnels, travaillant dans les services de l'aviation civile et la météorologie. 
Jusqu'en juin 2021, les médailles étaient délivrées, soit par le ministère de la Défense ou celui des Transports. Depuis cette date, elle ne peut être décerné que par ce dernier.
L'attribution se fait selon l'ancienneté :
- bronze, décernée après vingt-cinq ans de services ;
- argent, décernée aux titulaires de la médaille à l'échelon bronze comptant trente ans de services ;
- vermeil, décernée aux titulaires de la médaille aux deux échelons précédents comptant trente-cinq ans de services ;
- or, décernée aux titulaires de la médaille aux trois échelons précédents comptant quarante ans de service.

## Insigne
Il existe quatre échelons, qui sont le bronze, l'argent, le vermeil et l'or.
La médaille avers de forme ronde, on voit un profil de la Marianne française, entourée de « RÉPUBLIQUE FRANÇAISE ». Sur le revers, comprenant des ailes sur fond rayonnant avec inscription « AÉRONAUTIQUE - TRAVAIL HONNEUR DÉVOUEMENT »
Le ruban est composé de sept bandes verticales d'égales largeurs, avec du bleu, blanc, rouge, blanc, bleu, blanc et rouge, avec une agrafe représentant deux ailes et un « A » au milieu.
| Bronze | Argent | Vermeil | Or |
| ------ | ------ | ------- | -- |
|        |        |         |    |
|        |        |         |    |